# Burlington, Colorado
Burlington är administrativ huvudort i Kit Carson County i Colorado. Enligt 2010 års folkräkning hade Burlington 4 254 invånare.